# Neo-Geo
Neo-Geo és un sistema de 16 bits basat en cartutxos per ser utilitzat tant en màquines recreatives com en videoconsoles. Va ser llançat el 1990 per la companyia de videojocs japonesa SNK (reanomenada temporalment SNK Playmore). La tecnologia del sistema oferia uns gràfics 2D i una qualitat de so molt superiors respecte a altres sistemes de la seva època. Neo-Geo es va crear com a plataforma per a màquines recreatives, i més endavant va aparèixer com a videoconsola domèstica donant lloc a dues versions del sistema: el sistema arcade o de màquina recreativa (MVS, sigles de Multi Video System o sistema multi vídeo, en català) i el sistema domèstic (AES, sigles de Advanced Entertainment System, sistema avançat d'entreteniment, en català). Aquest sistema va publicar jocs populars com Fatal Fury, Samurai Shodown, i principalment Metal Slug i KOF.
És considerat com un dels sistemes de videojocs amb major vida útil al mercat: set anys de producció de maquinari i catorze anys de vendes de programari. Diversos títols que han estat part del sistema han mantingut presència comercial, gràcies a la portabilitat, conversió i publicació dels seus videojocs en consoles de generació més actuals i en dispositius mòbils. Va estar en el 19è lloc de les 25 millors consoles de videojocs de tots els temps de la web IGN el 2009.

## Història

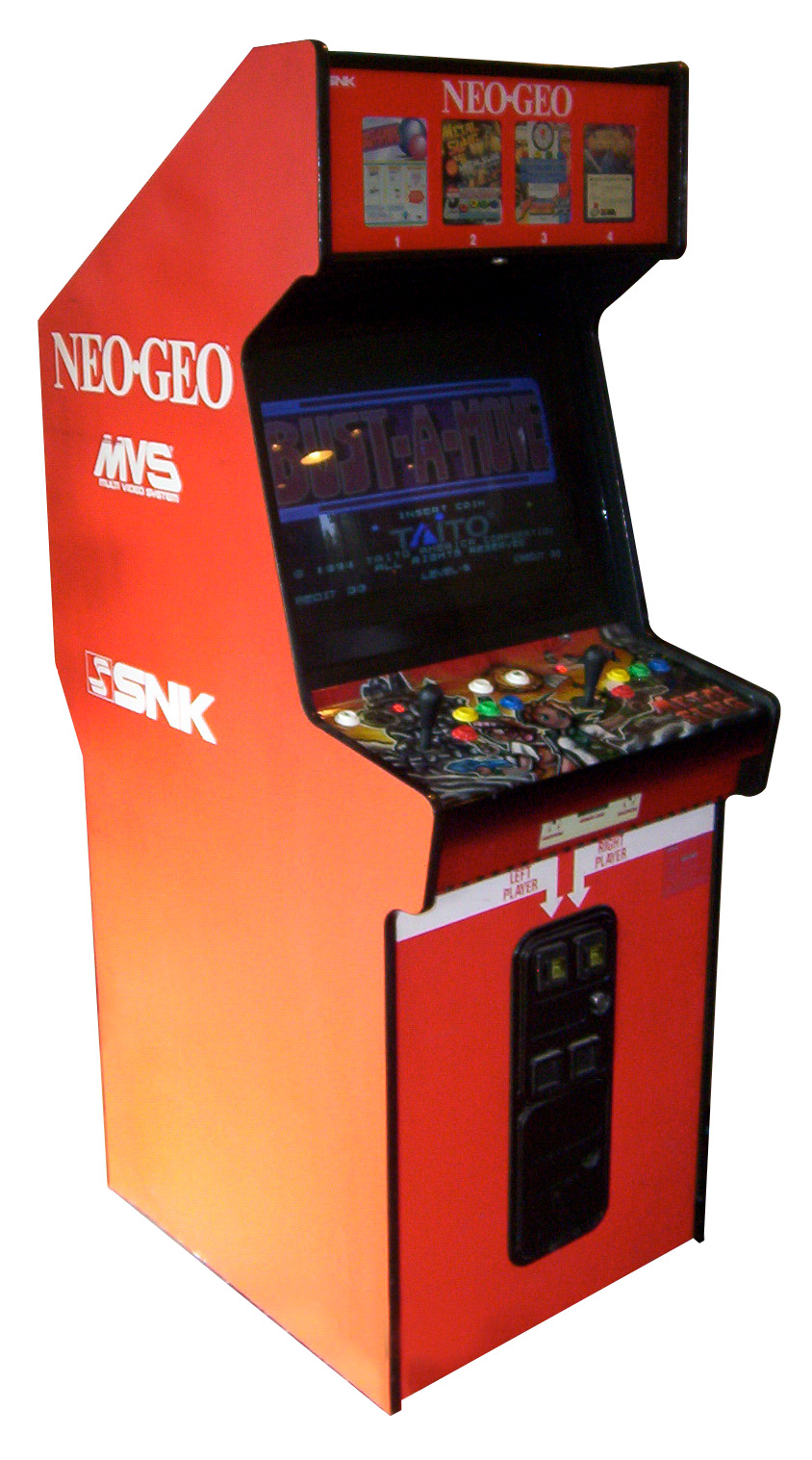
Neo-Geo arcade.

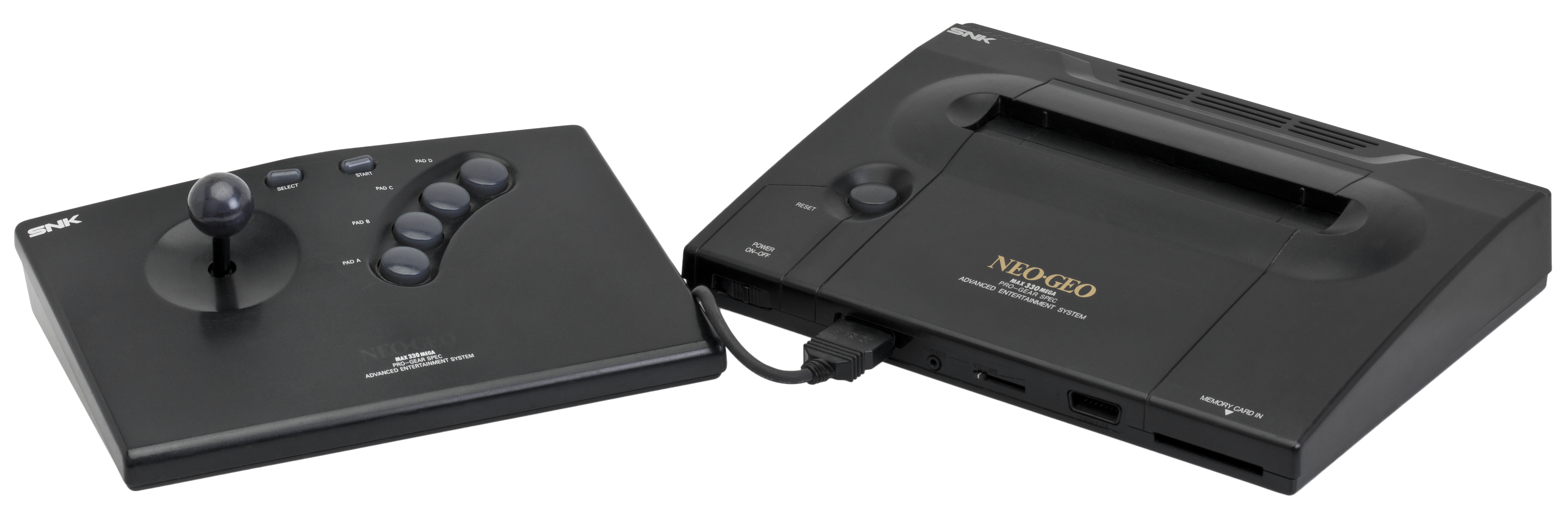
Videoconsola Neo-Geo AES.

Als la dècada de 1980 el negoci dels videojocs estava en ple apogeu, sobretot al mercat de les màquines recreatives. Amb el temps, moltes companyies van treure títols, comportant alguns problemes: les màquines recreatives ocupaven un cert espai en els salons recreatius i amb el temps, perquè els salons fossin rendibles, havien de canviar el joc per un de més modern; en conseqüència, portar aquests tipus de canvi era un procés car i difícil, ja que s'havia de canviar la placa electrònica amb el joc o tot el moble complet. A finals de la dècada, la companyia SNK, ben posicionada durant anys en la indústria, estava implementant un nou sistema que fos capaç de treure profit a aquest problema. Per primera vegada en la seva història s'associa amb una companyia, anomenada Alpha Denshi (ADK en els seus últims anys d'existència), que feia anys que era en el mercat de les màquines recreatives i havia creat ja una placa base recreativa de molt èxit, la Alpha68k, que esdevindria la precursora del que seria aquest nou sistema, la Neo-Geo.
Després d'un temps de desenvolupament es va començar a donar forma al que seria el producte final. El sistema havia de consistir en una placa base en la qual es poguessin connectar un nombre determinat de cartutxos per així estalviar espai en els salons recreatius i que el client pogués demanar més jocs a la companyia tenint els mateixos metres quadrats de saló. D'altra banda, el maquinari havia de ser més potent que el de la competència perquè aquesta característica d'intercanviar comportaria que la placa hagués de quedar-se dins del moble durant un llarg període i, no com era habitual (i inevitable), juntament amb cada nou joc.
Un dels artífexs del sistema nou fou el director de desenvolupament d'SNK, Takashi Nishiyama, un extreballador d'Irem i de Capcom —on produí el primer Street Fighter—, que tingué la idea d'utilitzar cartutxos intercanviables per a les màquines recreatives en compte de mobles amb un sol joc o plaques completes, més cares i susceptibles de ser bolcades, un concepte que reeixí fins i tot en mercats dominats per la pirateria informàtica com l'Amèrica Central, l'Amèrica del Sud i la Xina.
El sistema Neo-Geo és llançat al Japó el 31 de gener de 1990. Usava dos CPU: un Motorola 68000 de 16-bit com a processador principal a 12 MHz i un altre de 8 bits ZiLOGZ-80Al, funcionant a 4 MHz. La CPU principal del sistema era un 50% més ràpida que el processador 68000 oposat de la consola Mega Drive/Gènesi de Sega. La Neo-Geo AES també tenia el benefici de portar integrat un circuit auxiliar d'àudio i vídeo. El circuit integrat auxiliar permetia al sistema mostrar 4.096 colors i 380 sprites individuals en pantalla simultàniament (comparada amb els 64 colors simultanis i 80 sprites individuals de la Mega Drive), mentre que el xip de so 2610 de Yamaha li va donar al sistema 15 canals de so amb qualitat de CD amb set canals per a efectes de so digitals.

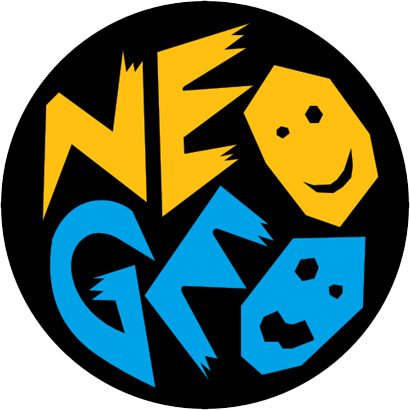
Logo del sistema de videojocs Neo-Geo.

Per al seu llançament, es va planejar que la consola sortís a 599 dòlars estatunidencs, 48.880 iens al Japó i 600 euros a Europa, incloent-hi dues palanques de control i un joc (Baseball Stars o NAM-1975). No obstant això, aquest pla va ser ràpidament descartat, ja que el llançament americà oficial va tenir el preu de 649,99 dòlars amb dues palanques de control, una targeta de memòria i el joc Magician Lord (les primeres caixes de les Neo-Geo tenien una etiqueta adhesiva daurada, anunciant que incloïa el Magician Lord, en contra del pla inicial que era triar entre dos jocs). Aquest paquet va ser conegut com el Golden System ("Sistema daurat"). El sistema també va ser publicat en un lot anomenat Silver System ("Sistema platejat"), que incloïa una palanca de control encara que no afegia jocs ni targeta de memòria. Els jocs costaven més de 200 dòlars cadascun, en l'arcade complet costaria al voltant de més del doble de la consola. Amb aquests preus "prèmium", la companyia pensava que la majoria dels aficionats als jocs no podien pagar el sistema i en conseqüència, es va plantejar que fos accessible només a un petit mercat rendible de lloguer, per aquesta raó al catàleg inicial dels seus jocs venia amb el missatge: “This product can only be used on the NEO GEO Rental System”. Tot i que nombrosos clients van pagar per obtenir la consola, fins i tot per 650 dòlars o més, és llavors quan SNK va replantejar els seus plans de venda i va decidir posar-la a la venda a tot el públic un any després del seu llançament.
Els gràfics i la capacitat de memòria dels jocs incrementaren amb el pas del temps i els primers jocs quedaven una mica enderrerits en comparació amb els nous jocs que sortien a la venda. El 1992 el sistema, tant la màquina recreativa com la consola, comptava amb més de 30 jocs disponibles (vegeu la llista de jocs) de diferents gèneres, principalment de lluita. Jocs com Fatal Fury, Art of Fighting, 2020 Super Baseball, Baseball Stars 2, Football Frenzy, King of the Monsters 2: The Next Thing, Samurai Shodown demostraven aquestes millores pel que fa a la jugabilitat i els gràfics.
El 1993 el panorama dels videojocs va canviar considerablement i començava a poc a poc a dominar la “revolució poligonal”, de la mà de companyies com Sega i Namco. Durant aquest any ja hi havia algunes companyies oferint nous sistemes basats en gràfics poligonals renderitzats en 3D, un canvi important en la percepció dels jugadors de sistemes recreatives i de consoles de videojocs. D'altra banda algunes companyies optaven per canviar el format de jocs en cartutxos per un de més nou i econòmic: el disc compacte (CD). No obstant això, SNK seguia oferint encara amb èxit el seu sistema Neo Geo i va treure al mercat una reedició de la consola en format CD, la Neo Geo CD en 1994, que permetia al jugador poder gaudir dels mateixos jocs que els de la AES, però sense haver de pagar l'alt preu dels seus cartutxos, ja que el CD era molt més barat de produir. No obstant això, el nou sistema no va destacar a causa de la sortida de sistemes més potents de 32 bits amb gràfics en 3D com la Sega Saturn i la PlayStation de Sony, i altres raons motius, com l'elevat preu i que continuava sent únicament de gràfics en 2D.
En 1996 es comencen a treure jocs o conversions del sistema de Neo Geo per a les consoles Saturn i PlayStation; aquestes conversions no eren perfectes i presentaven alguns problemes en els títols publicats. En aquest any es llança al mercat el joc Metal Slug, el qual formaria part d'una sèrie de jocs que acompanyaria de manera important al sistema fins als últims anys d'existència, acompanyat també de la saga de jocs de lluita KOF.
Amb l'oportunitat d'entrar al mercat de videojocs en 3D, el 1997 es llança al mercat el que seria el successor del Neo Geo, amb capacitat per mostrar gràfics en 3D, el Hyper Neo Geo 64, tot i que es va considerar un altre fracàs per part de la companyia, ja que molts jugadors i seguidors de la SNK preferien jugar a les versions en 2D; malgrat els jocs es veien molt ben acabats, no va aconseguir convèncer als consumidors. A més, Namco i Sega tenien un maquinari superior per a màquines recreatives i un catàleg major de jocs tridimensionals per escollir. El sistema va continuar fins al 1999, però amb únicament 7 títols nous, publicats exclusivament per la Neo Geo.
SNK va deixar de fabricar les videoconsoles per a la llar a finals de 1997, però el programari per a tots dos formats i el maquinari per a màquines recreatives va ser produït durant diversos anys més, i els jocs en format disc compacte es van deixar de produir en 1999.
El 1998 llança al mercat una consola portàtil, la Neo Geo Pocket, pensada per rivalitzar amb la Game Boy de Nintendo, dominadora absoluta, des de fa molts anys, del sector portàtil. Va ser llançada al Japó el 27 d'octubre de 1998, i es va seguir produint fins a 1999,per després donar pas a la Neo Geo Pocket Color, a causa de les baixes vendes del sistema monocrom. El que destacava d'aquests sistemes, va ser la llarga durada de bateries de fins a 40 hores i algunes funcions incorporades. Així i tot, se'l va considerar un altre fracàs comercial i finalment, el 13 de juny de 2000, la companyia anuncia el cessament de la producció de consoles NGPC i de programari per aquest suport.
Fins al 2000, el sistema Neo-Geo va continuar publicant jocs, ja entrant a la generació dels 128 bits, lamentablement els fracassos comercials que havia tingut anteriorment va provocar que estigués a prop de la fallida, això va fer que signés un contracte amb la companyia nipona Aruze (companyia especialitzada en jocs pachinko, l'equivalent a les escurabutxaques occidentals) per obtenir un pla de rescat, en la qual aquesta s'encarregaria dels seus quantiosos deutes a canvi d'obtenir les llicències de les seves franquícies i així poder adornar les màquines de pachinko amb detalls de Fatal Fury, KOF i altres jocs de la companyia.
Lamentablement, la situació no va millorar, Aruze va deixar SNK a la seva sort, sense donar-li el suport econòmic que tenia previst, provocant la cancel·lació de diversos títols en desenvolupament. Exemple d'això va ser la seqüela encara en desenvolupament de Garou: MOTW. La producció de nous jocs per al sistema veterà havia disminuït dràsticament (Vegeu en la llista de jocs) fins que la companyia SNK es va declarar oficialment en fallida el 22 d'octubre de 2001. A causa d'aquest panorama, el fundador de la companyia Eikichi Kawasaki, va dimitir per formar una altra companyia, Brezzasoft. Aquesta empresa en lloc de continuar produint nous títols per la NG, va crear el seu propi sistema, el Crystal System.
Temps després, en algun moment de 2001, el mateix Eikichi Kawasaki va crear la companyia Playmore, que absorbiria Brezzasoft, i a partir d'aquí van començar les negociacions amb companyies coreanes com Eolith o Mega Enterprise, per proporcionar recolzament en futurs projectes per la Neo-Geo, qui novament va treure 2 títols: The King of Fighters 2001 i Metal Slug 4 respectivament. Noise Factory per la seva banda, la desenvolupadora japonesa crea Sengoku 3, amb jugabilitat mai abans vist en els títols anteriors d'aquesta franquícia i pública un altre títol sota llicència de Atlus: Power Instinct Matrimelee. Evoga Entertainment￼￼. Una companyia mexicana també va concebre de suport per al sistema, amb la publicació del videojoc: Rage of the Dragons, Eolith novament continuaria emprant un nou lliurament de la saga KOF, el finalment aclamat The King of Fighters 2002, de gran qualitat i basat per complet en el treball de l'original SNK.
L'ús del sistema amb més d'una dècada de comercialització portaria altres problemes que el condemnarien per sempre: la pirateria. La popularitat de l'Internet va portar la facilitat de hackeig de diferents sistemes de arcade incloent les produïdes per la SNK. Originalment, no existia cap tipus de protecció de còpia en els cartutxos del sistema, encara que van ser agregats posteriorment. En 2002 es popularitzaven els programes que simulaven els sistemes arcade i consoles de videojocs per executar-los en ordinadors anomenat emulador, programes com MAMI o NeoRAGEx fan aquestes emulacions del sistema Neo-Geo; amb això cal entendre que perquè s'aconsegueixin emular aquest joc (anomenats Rom en les emulacions) es va aconseguir extreure la informació d'aquests jocs de les memòries Rom dels cartutxos, burlant-se de la protecció del sistema, per la qual cosa, això va agreujar la pirateria dels cartutxos del sistema de tots dos formats, un exemple d'això, és que als pocs dies del llançament del KOF 2003, aquest ja estava emulat i llest per ser descarregat i jugat en qualsevol PC o per ser portat i venut en cartutxos pirates. Finalment, i assetjada sense remei per aquesta pirateria, es deixa de crear nous jocs per al sistema en 2004. L'últim joc del sistema Neo-Geo, Samurai Spirits Zero Special, va ser llançat el 19 d'octubre de 2004.
Des d'aquests anys, la companyia passà de l'etapa de fallida a ressorgiment, les companyies que havia creat Eikichi Kawasaki per al rescat d'aquest, es funcionarien per crear la SNK Playmore, després en 2004 guanyaria la contesa de demanda a la companyia Aruze per danys i perjudicis, la qual va pagar a SNK, la no gens menyspreable xifra de 5.640 milions de iens, uns 47 milions d'Euros. Finalment després d'aquest llarg procés de renaixement, la companyia anuncià que seguiria produint jocs per arcade ara sota la placa Atomiswave de Sammy. Temps després, ho faria per a la sèrie de plaques Taito Type X.
El 31 d'agost de 2007, SNK va deixar d'oferir el manteniment i les reparacions de consoles Neo Geo els seus jocs.
A principis de l'any 2012, la mateixa empresa anuncià la venda d'una versió portàtil del sistema basat en la versió domèstica, la Neo Geo X. Aquesta consola tenia un maquinari molt superior a la Neo-Geo original, però ja que es tractava d'un emulador (FB Alpha), corrent sobre un Linux, els resultats no sempre van ser els esperats. El sistema Neo Geo X venia amb jocs de la Neo-Geo AES gravats en memòria, i es podien adquirir packs amb altres jocs comercialitzats en una targeta SD. La data de comercialització de la consola s'inicià el 18 de desembre de 2012.
Des de la seva comercialització i introducció del maquinari al mercat, més de 2 dècades, amb 14 anys de suport al sistema Neo-Geo per part del fabricador, el converteix en el sistema arcade de major durada en producció, inclusivament més que el Sega Naomi o el Capcom Play System 2.

## Aspectes tècnics
Els joystick de la videoconsola Neo-Geo té 6,4 cm d'alt, i la seva base té una mesura de 28 per 20,3 cm, i contenen la mateixa disposició de quatre botons de la màquina recreativa.

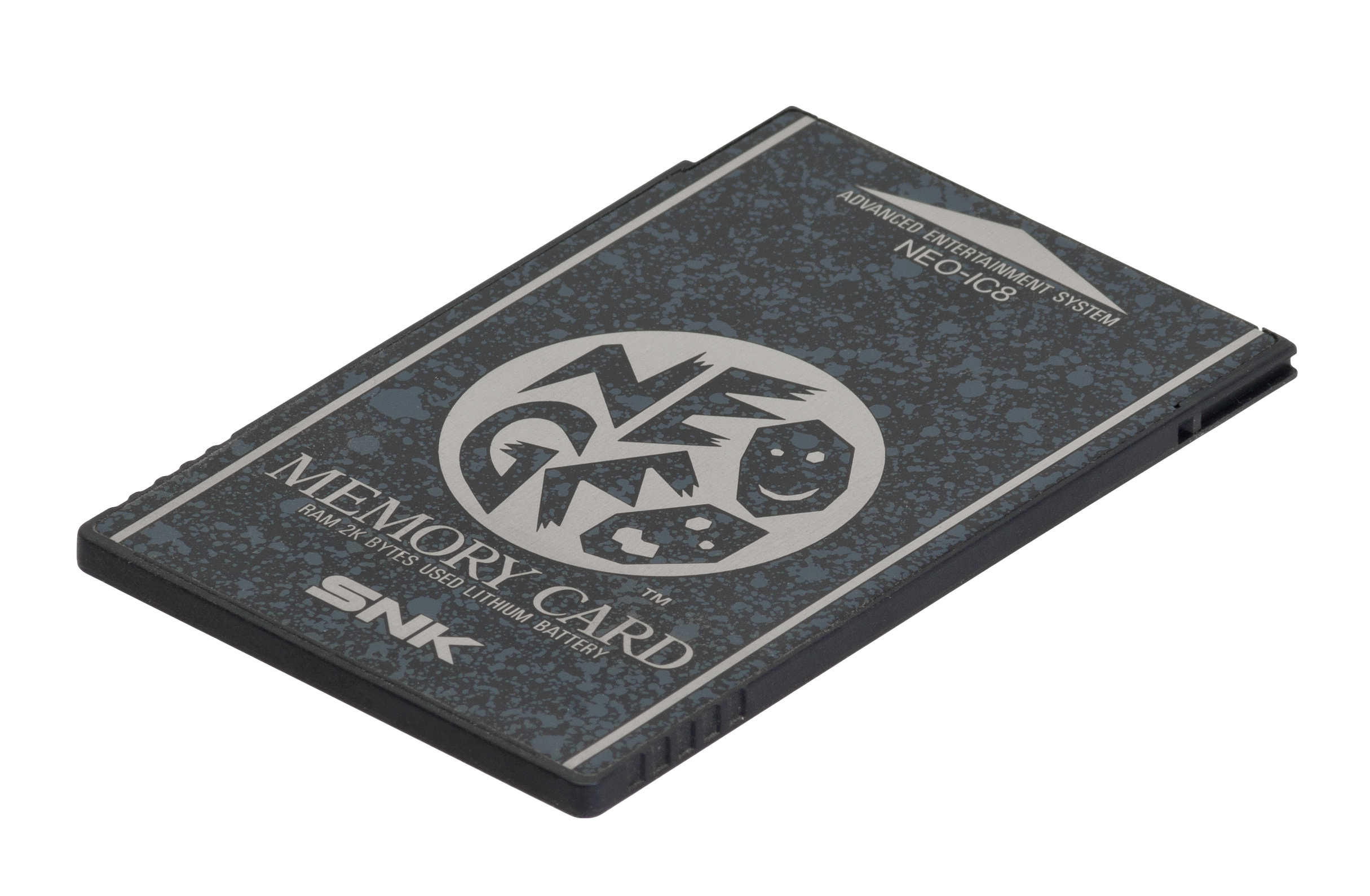
Targeta de memòria per al sistema Neo-Geo.

Les màquines recreatives posseïen un sistema de targeta de memòria pel qual el jugador podia guardar el joc per reprendre-ho posteriorment, de manera que podia continuar jugant en la videoconsola a casa.
La versió del maquinari per a màquines recreatives, era també coneguda com a "MVS", acrònim de Multi Video System (estava disponible en versions de fins a 6 ranures, MVS aquesta última capaç de carregar sis cartutxos en una mateixa màquina) Una variant de la placa anomenada MV-0 solament es va usar amb jocs retiro com SVCCHAOS o com The King of Fighters 2003 i aquests venien incorporats a la placa mateixa. D'altra banda, el sistema de videoconsola era conegut com a "AES", acrònim de Advanced Entertainment System (probablement per distingir-la de la Nintendo Entertainment System, la consola que dominava el mercat en aquesta època).
En alguns jocs, venen amb l'opció de canviar l'idioma, fins i tot al castellà. Només amb l'operador n'hi ha prou per accedir a la manera de servei (activant DIP SW-01), entrar a les configuracions del joc "Setting up the soft dip", després seleccionar el slot del joc inserit en l'arcade, i canviar l'idioma en l'opció "LLENGUATGE" (disponible només en certs jocs i en totes les plaques europees, però en alguns jocs també en plaques d'altres regions). En el cas de la consola AES, és possible ajustar l'idioma en el menú d'opcions de cada joc, si és que hi és aquesta opció. Cal esmentar que aquesta opció només canvia l'idioma en alguns textos de la pantalla i no en tot el joc, per defecte aquelles sense traduir apareixeran en anglès o en l'idioma d'origen (japonès). Un altre interruptor DIP oposat a la placa MVS correspon a FREE PLAY, on s'activa quan ocorren certs esdeveniments (un torneig per exemple), permetent jugar sense inserir fitxes físiques. També, en el servei se li pot canviar el nombre de crèdits (només si s'escull la placa mateixa en "soft dip"), nombre de vides i fins i tot l'opció de treure o censurar la violència d'alguns jocs. No s'oblidi d'apagar el DIP SW-01 abans d'arrencar jocs inserits en la placa.

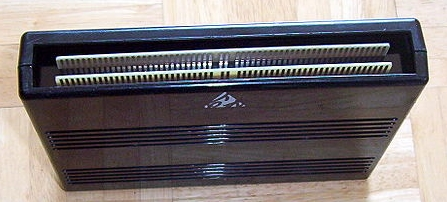
Vista prèvia d'un cartutx Neo-Geo, en la seva versió per a màquines recreatives MVS.

El codi de programació és el mateix en el MVS i en el maquinari AES. De fet, els propietaris poden portar les EPROMs d'un sistema a un altre, i el joc seguiria funcionant. Les especificacions per a les opcions del programa tant del MVS com del AES estaven contingudes en cada cartutx de joc, ja sigui en els cartutxos destinats a l'àmbit domèstic, com per a màquines recreatives. No obstant això, els cartutxos de la versió per a recreatives i videojocs domèstics posseïen un pinout diferent. Eren dissenyats d'aquesta manera per evitar que els operadors de màquines recreatives compressin els cartutxos domèstics a preus més econòmics i els utilitzessin a les seves màquines.

### Grandària de les ROMS i pantalles d'inici
Les especificacions per a la grandària de les ROM eren de fins a 330 megabits (39,27 MB), per aquesta raó el sistema mostrava una pantalla amb el text: "MAX 330 MEGA - PRO GEAR SPEC" en carregar. Després d'aquesta pantalla alguns jocs de 100 megabits exhibien una altra pantalla animada que mostrava el text: "The 100 Mega Xoc". La grandària original de les ROM va ser millorat en els cartutxos amb posterioritat mitjançant la tecnologia de memòria bank switching, incrementant la grandària màxima per cartutx fins a 1 gigabit (128 MB). Aquests nous cartutxos a més feien que el sistema mostrés el text "GIGA POWER" en iniciar-se, indicant així la millora.

## Especificacions tècniques

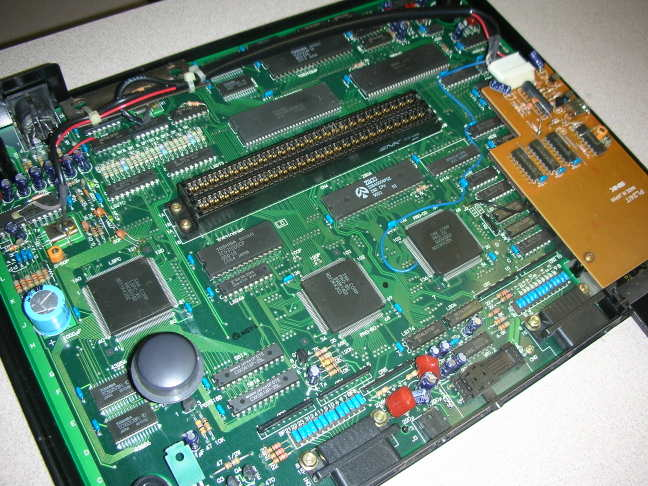
Placa base del sistema Neo-Geo en la seva versió casolana AES.

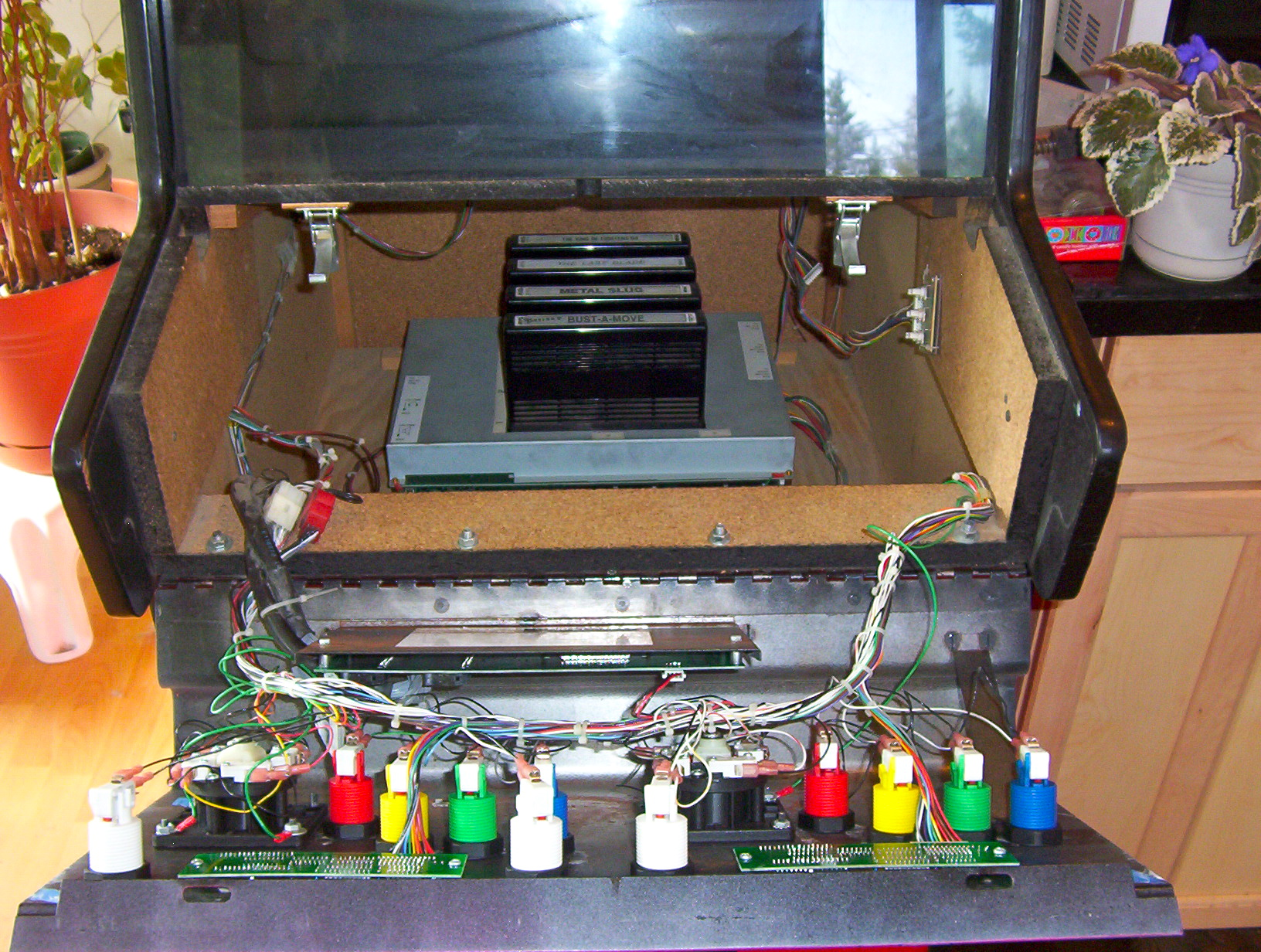
Dins d'una màquina recreativa Neo-Geo MVS amb la seva placa base de 4 cartutxos i els seus controls.

### CPU
- Processador central o principal: Motorola 68000 (12 MHz)
- Coprocessador: Zilog Z80 (4 MHz)

### So
El sistema en general utilitza el xip de so Yamaha YM2610, de 15 canals de so. Respectivament el xip pot generar 4 tipus de sons diferents: àudio digital ADPCM, síntesi FM, sons PSG i soroll. Funciona en conjunt amb el xip Yamaha YM3016 per a la conversió dels sons digital a analògic (únicament en el so ADPCM i FM, els sons PSG i el soroll es genera directament en analògic), utilitzat per a la sortida d'àudio final.
Aspectes generals:
- 7 canals digitals ADPCM, de la qual funciona en dos conjunts de mostres: ADPCM-A de 6 canals, 12 bits de profunditat d'àudio i reproducció a 18.5kHz, i el ADPCM-B d'1 canal, 16-bit de profunditat d'àudio i reproducció variable d'1.85 a 55.5kHz (programable)
- 4 canals de síntesis de FM (síntesi per modulació de freqüències), quatre operadors per canal
- 3 canals PSG
- 1 canal de soroll programable
- RAM del so: 128 KB

### Display
La unitat de processament gràfic del sistema (GPU) consta d'alguns xips o circuits personalitzats per a la generació d'imatge, vídeo i gràfics, els circuits emprats han estat modificats per adaptar-se en alguns models i versions del sistema sense afectar les seves funcions.

#### Sistema MVS
- PRO-B0, PRO-C0, LSPC-A0 (empleat en els primers models)[15]
- NEO-MGA-T, NEO-GRC (revisions dels primers models)
- NEO-B1, LSPC2-A2 (revisions en models posteriors)[15]

#### Sistema AES
- NEO-B1, LSPC2-A2[15]

#### Sistema Neo-Geo CD
- NEO-GRC, NEO-OFC[15]
- NEO-GRZ (utilitzat en el model CDZ i en algunes revisions de l'arcade MVS)[15]

Aspectes generals:
- Resolució de pantalla: 320x224 en manera NTSC i 320x256 en manera PAL[7]
- Paleta de colors: 65.536[7]
- Màxims colors simultanis en pantalla: 4.096[7]
- Màxims sprites simultanis en pantalla: 380[7]
- Grandària mínima dels sprites: 1x2[7]
- Grandària màxima dels sprites: 16x512[7]
- 3 plànols de scroll simultanis[7]
- Relació d'aspecte: 4:3[7]

### Emmagatzematge
RAM interna:
- RAM de treball: 64 KB[7]
- RAM de video: 68 KB[7]
- RAM del Z80: 2 KB[7]

Targetes de memòria: 8kb o de 68-pin de l'especificació de memòria JEIDA veure.3.

### Alimentació
- Font: 5 V DC (sistemes més antics) i 9 V DC (sistemes més nous)
- Consum: 8 W (5 W en sistemes més nous)

### Dimensions
- Consola: 325 mm (ample) x 237 mm (profunditat) x 60 mm (altura)
- Controlador (AES): 280 mm (ample) x 190 mm (profunditat) x 95 mm (altura)

## Suport d'empreses Third-party
Durant els primers anys d'existència del sistema al mercat, va tenir el suport d'algunes companyies en la creació de nous videojocs (la majoria d'origen japonès); cal esmentar que va haver-hi algunes companyies que desenvolupaven i publicaven jocs exclusivament per la Neo-Geo, i com a conseqüència es van veure afectades pels problemes econòmics que tenia SNK el 2001 i van haver de desaparèixer per fallida econòmica, encara que altres companyies també van desaparèixer per situacions desconegudes o diferents, també cal esmentar que es desconeix l'existència d'algunes d'aquestes companyies actualment. Així i tot, els drets d'aquests jocs van ser recuperats i els manté la companyia SNK-Playmore (excepte en alguns països). Encara que gairebé tots els jocs van tenir una considerable acceptació i popularitat per part dels aficionats als videojocs; alguns dels últims títols publicats en els últims anys no van tenir èxit. A continuació s'esmenten les empreses o companyies que van aportar algun joc o títol per al sistema Neo-Geo (inclòs algunes dades):
- ADK (Va tancar les portes en 2003)[16]
- Aicom (va ser reanomenada Yumekobo en 1996 poc després de passar a formar part de Sega)[16]
- Aiky (Va tancar les portes en 2003)[16]
- AM Factory
- Data East (Va tancar les portes en 2003 per fallida)[16]
- Eolith (Existent fins al 2008 quan es va fusionar amb una companyia anomenada M-Dream)[16]
- Evoga (Considerada com la primera companyia de videojocs d'origen 100% mexicà, va tancar per problemes econòmics el 2004)[16]
- Hudson Soft (Comprada per Konami en 2011, oficialment va deixar d'existir a l'any següent)[16]
- Mega Enterprise (Companyia subsidiària de Eolith)
- Monolith (Encara en actiu)[16]
- Neixi (Formada de ex-treballadors de la companyia Irem, va ser comprada el 1996 per la mateixa SNK)[16]
- NMK (Va mantenir les seves operacions fins al 1996, va tancar les portes 3 anys després)[16]
- Noise Factory (Va acabar les seves operacions en 2008)[16]
- Psikyo (Va ser creada per alguns ex-emprats de la companyia Video System, encara en actiu)[16]
- Sammy (Forma part de Sega)
- Saurus
- Sunsoft (Encara en actiu)
- Technos (Va tancar el 1996 per fallida)
- Tecmo (Es va fusionar el 2010 amb KOEI para renombrarse a Koei Tecmo)
- Yumekobo
- Yuki Enterprise (La van crear alguns empleats de SNK que van desenvolupar Samurai Shodown el 2006)[16]
- Taito (Encara en actiu)
- Visco (Encara en actiu)
- Viccom (Va tancar el 2003 per fallida)
- Video System (Va tancar el 2001)

Per conèixer més sobre el suport de les empreses Third-party al sistema Neo-Geo, vegeu l'apartat referències.

## Dades
- Neo-Geo és un sistema que a l'actualitat pot ser emulat en els següents sistemes: PC - Xbox - Wii - Nintendo DS - PSP - Nintendo Switch - Android - iOS (amb jailbreak) -PS3.
- Alguns jocs de Neo-Geo van ser convertits per a les consoles Mega Drive i SNES. Encara que algunes versions van ser bones, els resultats mostraven les enormes diferències tècniques entre Neo-Geo i altres sistemes de 16 bits domèstics.
- La primera fornada de consoles de 32 bits no va aconseguir igualar a Neo-Geo en jocs 2D. Es van efectuar conversions a PlayStation que deixaven molt a desitjar (disminució de la grandària dels lluitadors, pèrdua de fotogrames d'animació, falta de detalls en els escenaris…). Les conversions a Sega Saturn sí que van ser pràcticament "píxel perfect", però va ser necessari l'ús d'un cartutx RAM addicional.
- No va ser fins a l'arribada de la consola de 128 bits de Sega (Dreamcast) quan es van aconseguir conversions perfectes dels jocs de Neo-Geo. Això demostra l'enorme potència en 2D de la màquina encara sent una consola de 16 bits.
- A més de ser la competència principal de sistemes potents d'arcade de 16 bits com la CPS 2 de Capcom, existia un altre sistema que competia amb la Neo Geo, la PGM (PolyGame Master) de la companyia tawainesa IGS. Aquest sistema tenia elements o aspectes tècnics molt semblants a la Neo Geo amb l'excepció d'un xip de so diferent de 32 canals i el mateix CPU, però més potent. Els jocs per a aquest sistema eren molt semblants als desenvolupats per la de SNK, per exemple, el joc Demon Front tenia aspectes de jugabilitat i gràfics molt semblants a la de Metal Slug. Al final aquest sistema d'arcade no va tenir l'èxit desitjat per ser comercialitzat en un temps tardà, ja que aquest sistema va sortir el 1997, no va ser fins a l'any 2000 quan els jocs van ser desenvolupats en major quantitat. La PGM va ser un sistema de videojocs molt popular únicament al mercat asiàtic.

## Desavantatges enfront dels seus rivals
Malgrat que aquesta consola va ser la més potent en línies generals de la seva generació certs aspectes del seu maquinari eren inferiors a la competència:
1. Igual que ocorria amb les plaques recreatives de Capcom CPS1 i CPS2, Neo Geo no podia realitzar transparències per maquinari mentre que SNES si. Alguns jocs on apareixen trossos de gel que deixen entreveure animacions de fons no són més que rèpliques del mateix gràfic amb un to ablauat de color.
2. El màxim nombre de jugadors simultanis era de dos, mentre que Megadrive i SNES augmentaven aquesta xifra fins a quatre i cinc utilitzant adaptadors.[8]
3. Els jocs estaven limitats a quatre botons d'acció. Megadrive i SNES podien en podien tenir fins a sis.[16]
4. La consola no podia procesar polígons. Megadrive i SNES van poder utilitzant xips especials en els seus cartutxos. Amb tot, és just matisar que Neo Geo, gràcies al seu potent processador principal i la resta de microprocessadors de suport, podria haver competit amb jocs que barregessin polígons amb sprites, i fins i tot jocs poc complexos a nivell poligonal, de fet la pròpia Megadrive va demostrar ser capaç d'això, amb jocs com Xarxa Zon o Muhammad Ali Heavyweight Boxing price entre d'altres. Super Nintendo, en estar especialitzada en gràfics bidimensionals no va destacar tant en aquesta faceta en ser menys 'versàtil', la raó és que el seu processador principal encara que potent, no és veloç, i tots els seus processadors de suport estan dirigits en la seva majoria a treballar en dues dimensions, o dit d'una altra manera: no estan pensats pel càlcul matemàtic pur. Així i tot, hi ha jocs que mostren polígons de bella factura, un bon exemple és Star Trek Starfleet Academy
5. Neo-Geo no posseïa cap tipus de pistola òptica. Megadrive tenia el Menacer i SNES el Nintendo Scope.

## Col·leccionisme
Existeix un pròsper panorama en el camp del col·leccionisme per als sistemes domèstics de la Neo-Geo, principalment a causa de l'escàs tiratge que van tenir alguns cartutxos, i la reputació que té sobre la seva gran capacitat per a jocs en dues dimensions. És comú tant per a jocs com per a consoles aconseguir grans preus en llocs de subhastes per Internet com eBay. Alguns jocs de Neo-Geo es poden descarregar en diferents consoles actuals a través del servei de Consola Virtual i en la PS3 a través de PlayStation Network, al seu torn existeixen conversions també per la Xbox 360 per la Xbox Live Arcade.

## Altres sistemes Neo-Geo
Diverses consoles van ser creades basant-se en el mateix maquinari que l'empleat pels jocs arcade, a més de portàtils sota el nom de Neo-Geo Pocket i Neo-Geo X.

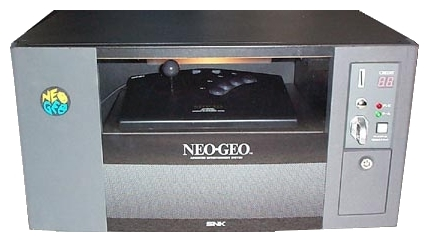
Neo-Geo Hotel Unit
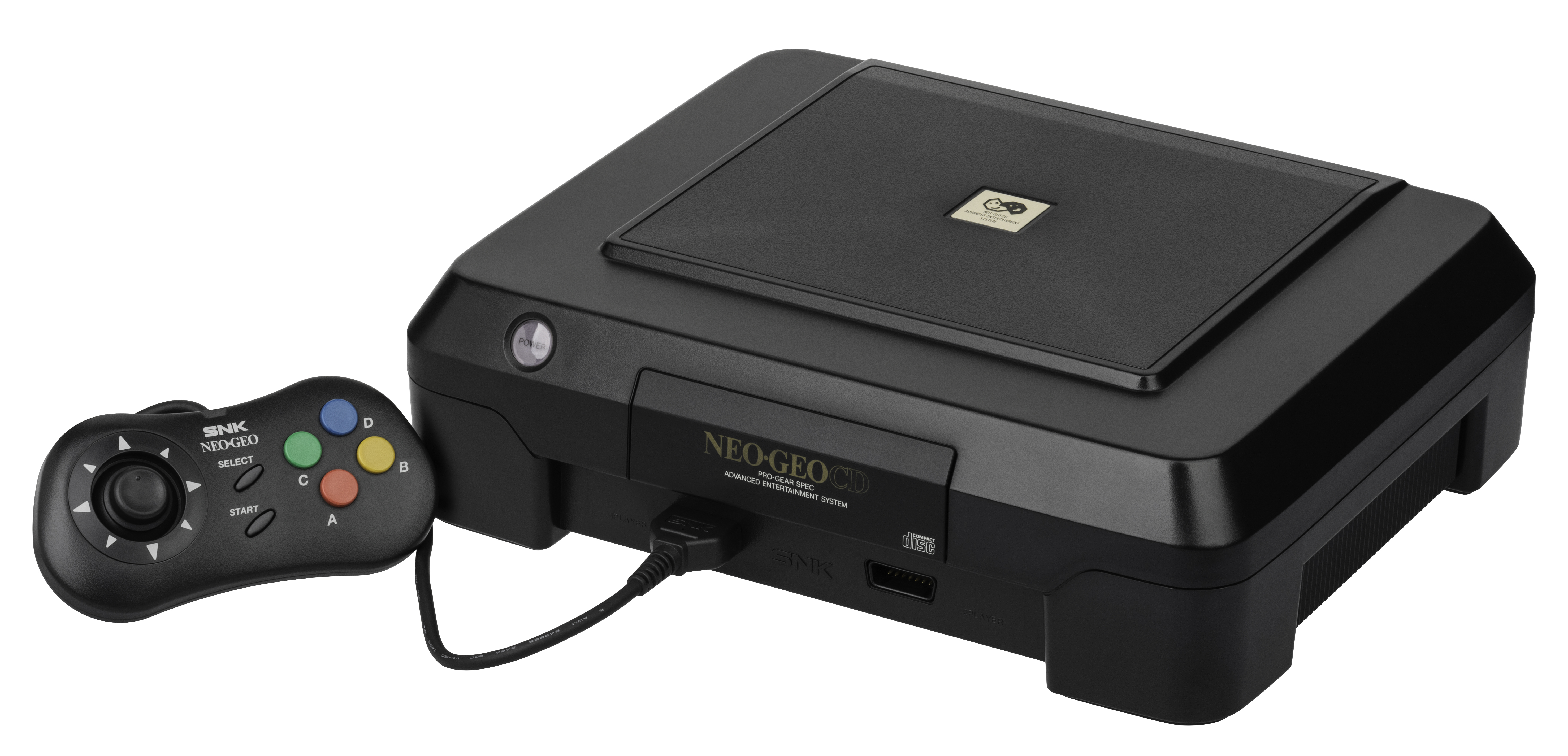
Neo Geo CD de càrrega frontal
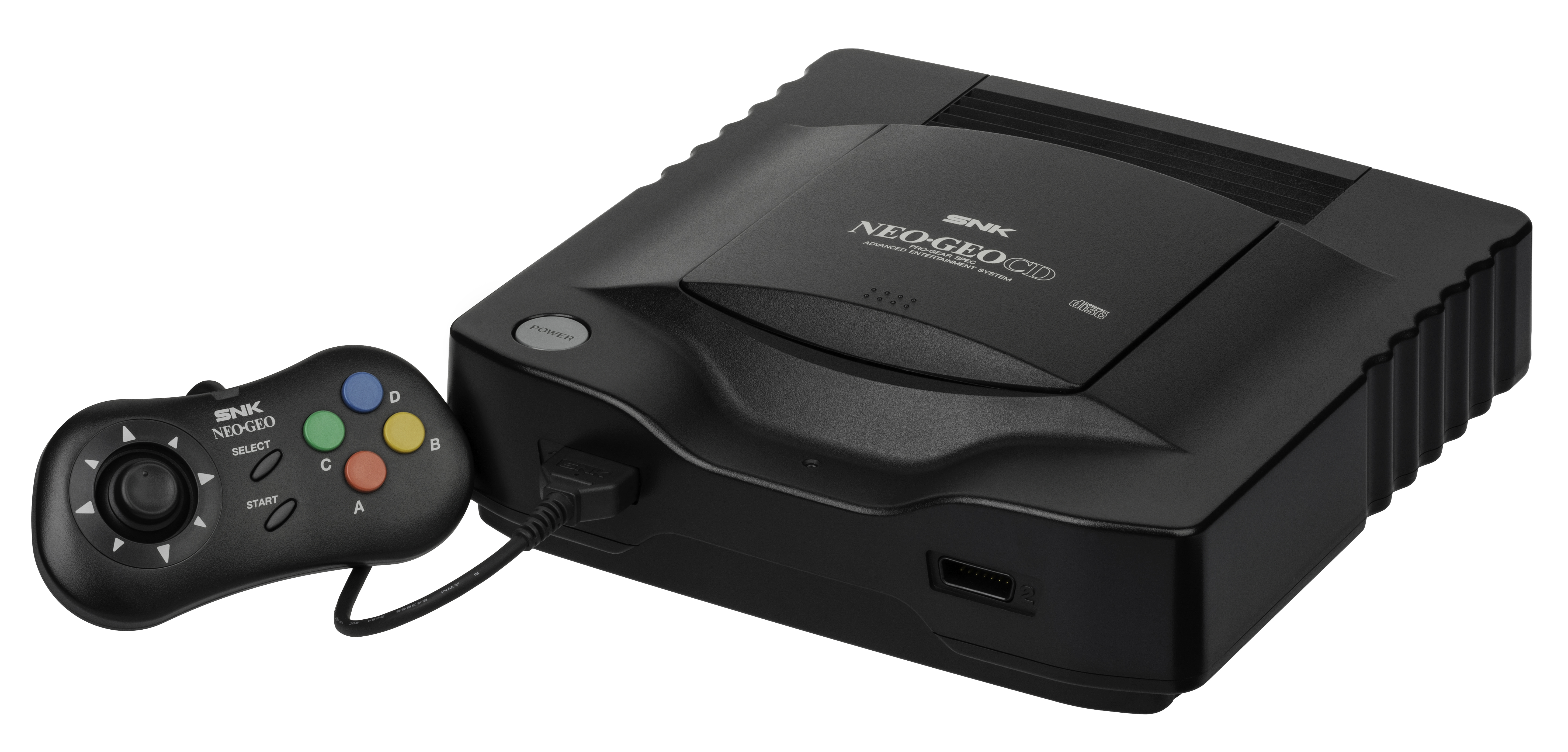
Neo Geo CD de càrrega superior
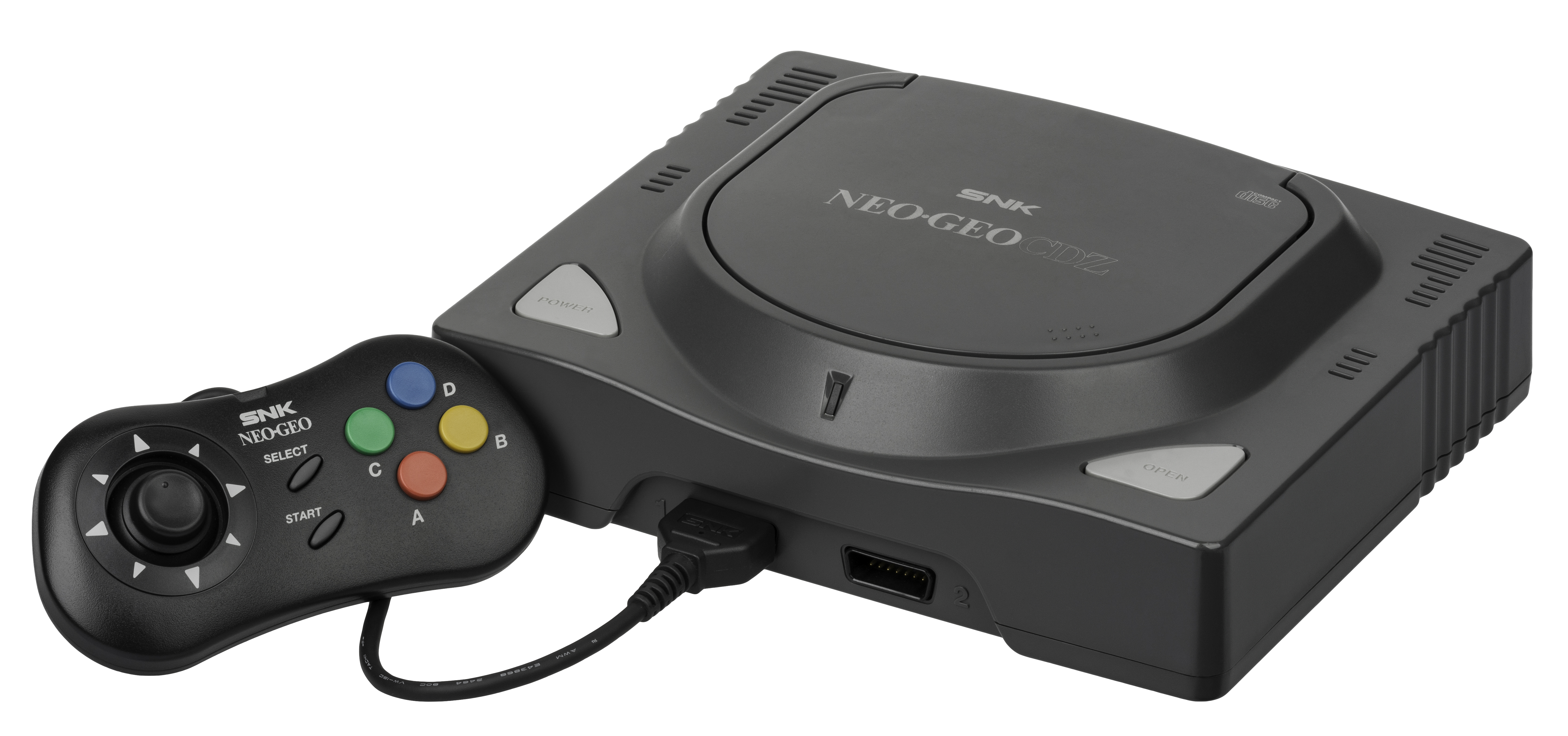
Neo Geo CDZ
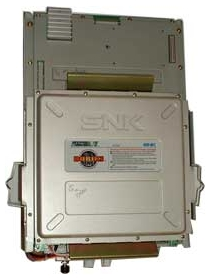
Hyper Neo Geo 64
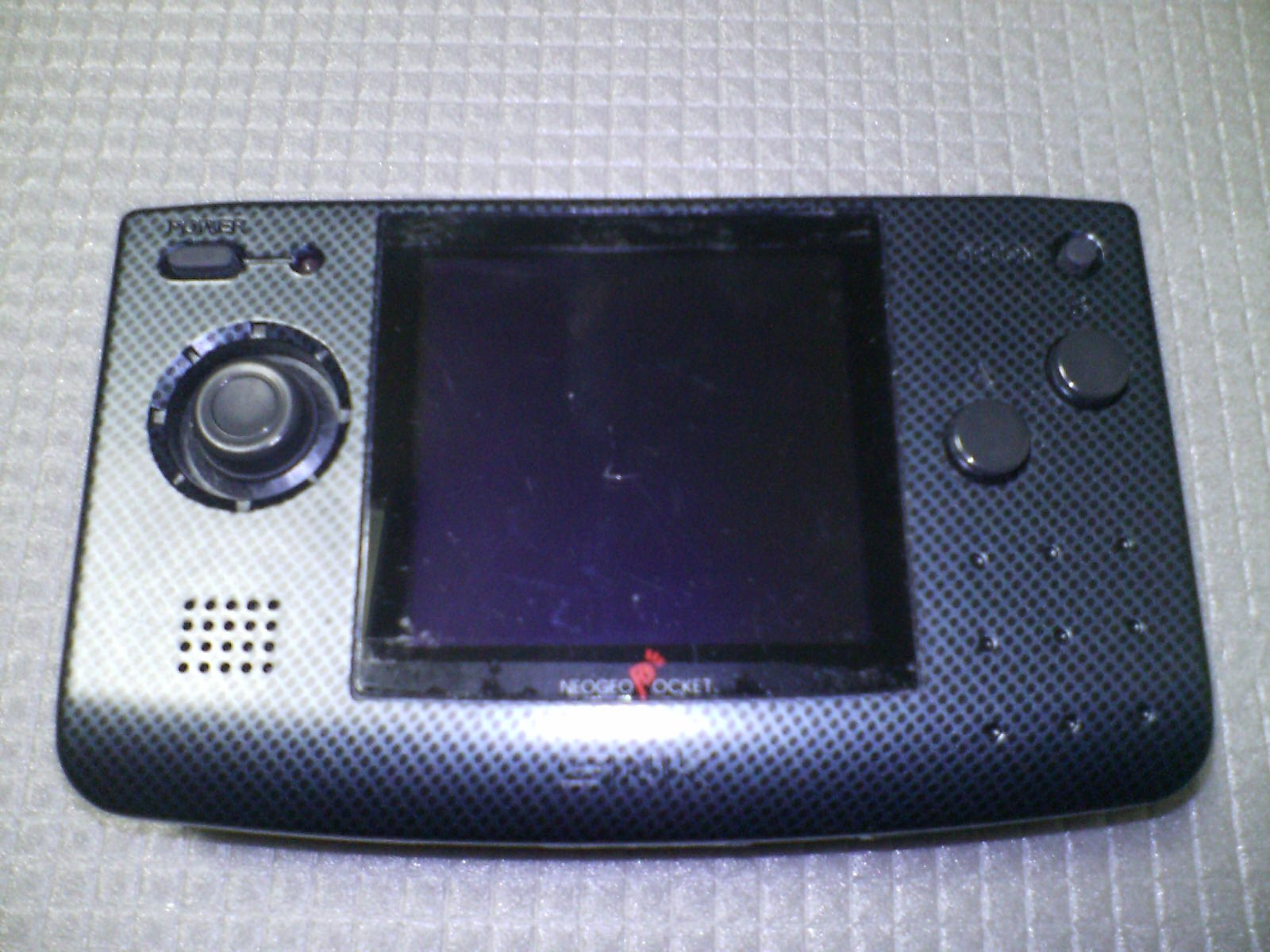
Neo Geo Pocket
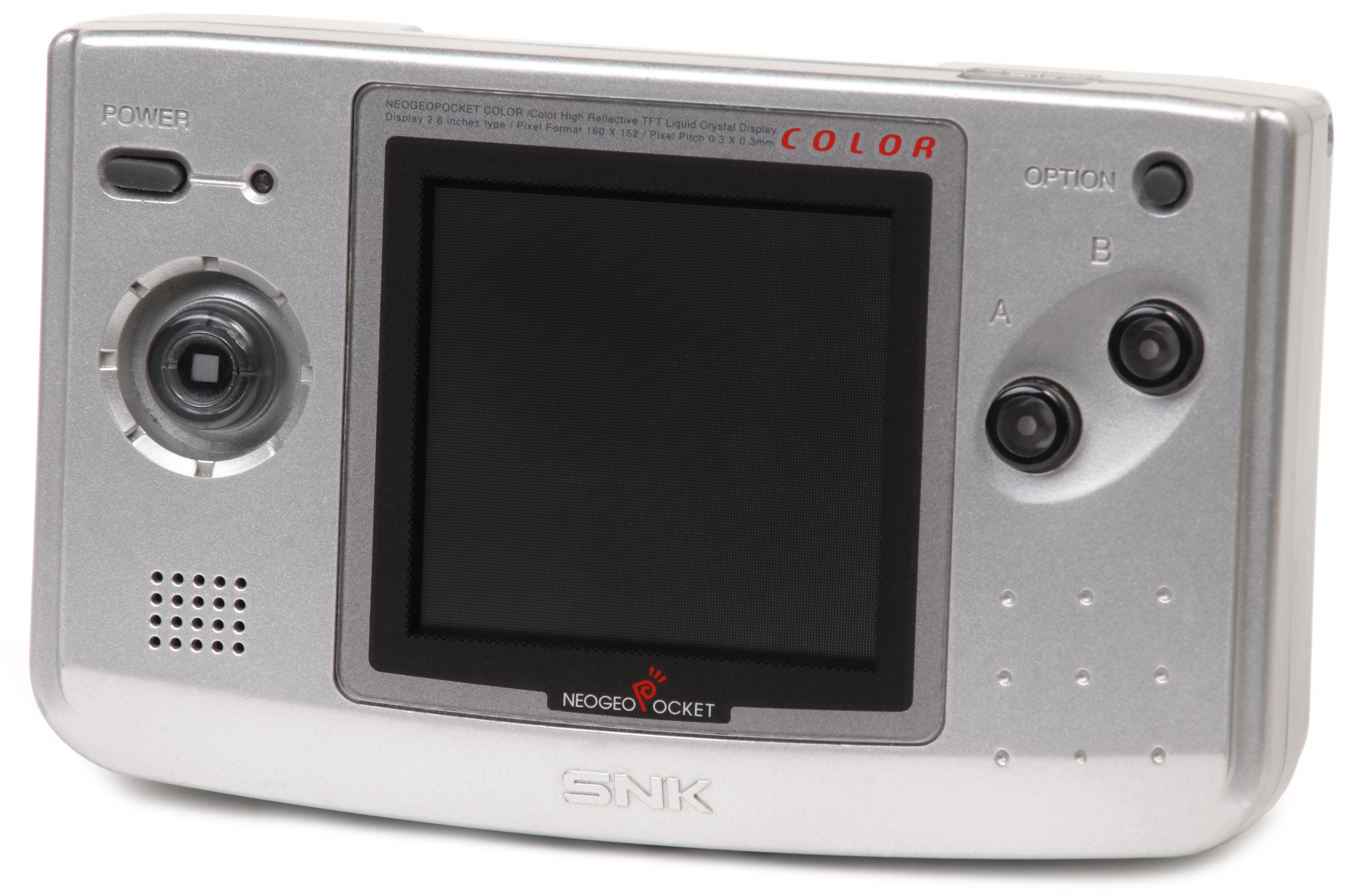
Neo Geo Pocket Color